# آب گاج
آب گاج (به لاتین: Ab Gaj) در افغانستان است که در ولایت بدخشان (افغانستان) واقع شده‌است.